# Austriella corrugata
Austriella corrugata is een tweekleppigensoort uit de familie van de Lucinidae. De wetenschappelijke naam van de soort is voor het eerst geldig gepubliceerd in 1843 door Deshayes.